# Paulo Henrique Filho
Paulo Henrique Souza de Oliveira Filho, más conocido como Paulo Henrique Filho (Río de Janeiro, 19 de agosto de 1964-Ibídem, 13 de febrero de 2017), fue un entrenador y futbolista brasileño, que actuaba como delantero. El último club que entrenó fue el Atlético Itapemirim, de 2015 a 2017.
Paulo Henrique fue jugador del equipo FlaMaster del Flamengo y tenía una Escolinha de Fútbol.

## Como jugador
Paulo Henrique Hijo inició en las categorías de base del Flamengo, en 1979. Actuó en el profesional entre 1984 y 1985. Después de su pasaje por el Flamengo defendió Olaria, America, Sporting de Braga, Penafiel, Puebla, Atlante e Inter de Lages, hasta ser contratado por el Avaí en 1993. Paulo Henrique llegó en la Ressacada después de ser escariado para la segunda división provincial. Refuerzo para la Copa Santa Catarina, comandó el ataque azurra a lado de Décio Antônio. Suya estrena fue en una victoria avaiana contra el Sombrío, en la Ressacada. Después jugó en el Muniz Freire, Al-Ahli de Arabia Saudí, y Linhares, cuando concluyó la carrera como jugador en 1997.

## Como entrenador
Después de concluir la carrera de jugador, Paulo Henrique, que es formado en Educación Física, pasó a comandar las categorías de base del Flamengo. En 2011, conquistó la Copa São Paulo de Juniores y la Copa Otávio Pinto Guimarães como técnico del equipo rubro-negra. Dejó el mando del equipo de juniores en junio de 2012, después de dos años y medio. Enseguida, pasó a integrar la comisión técnica permanente de la categoría profesional del club. En 2013, acertó con la Sierra Macaense.

## Vida personal
Él es hijo de Paulo Henrique, un ex-lateral-izquierdo del Flamengo y de la selección brasileña (jugó la Copa del Mundo de 1966), que también jugó en el Avaí, así como su tío.

## Muerte
Paulo Henrique murió en 13 de febrero de 2017, víctima de un Accidente Vascular Cerebral (AVC) isquêmico.

## Títulos

### Como jugador
Flamengo
- Copa Río: 1985

### Como entrenador
Flamengo
- Copa São Paulo de Juniores: 2011
- Torneo Octávio Pinto Guimarães: 2011